# Boudewijn III van Vlaanderen
Boudewijn III (ca. 940 - 1 november 962) was medegraaf van Vlaanderen van 958 tot aan zijn dood.
Boudewijn III was de enige zoon van graaf Arnulf I en van Aleidis van Vermandois, ook Adela genoemd. Zijn vader stelde hem in 958 aan tot medegraaf, en droeg het bestuur van het zuidelijke deel van het graafschap aan hem over. Boudewijn onderkende het belang van economische ontwikkeling en bevorderde de lakenweverij en de viltvervaardiging en stichtte jaarmarkten onder andere te Brugge en Kortrijk en stichtte de stad Duinkerke. Hij overleed aan de pokken tijdens een veldtocht (onder aanvoering van Lotharius van Frankrijk) tegen Normandië.

## Huwelijk en kinderen
In 961 huwde hij met Mathilde van Saksen (942 - 25 mei 1008), dochter van Herman Billung, hertog van Saksen, en Hildegarde van Westerburg.
Ze kregen een zoon:
- Arnulf II.

Na Boudewijns dood huwde Mathilde met graaf Godfried van Verdun.

## Voorouders
| ' Boudewijn III van Vlaanderen (940-962) | Vader: Arnulf I van Vlaanderen (889-965) | Grootvader: Boudewijn II van Vlaanderen (865-918) | Overgrootvader: Boudewijn I van Vlaanderen (840-879)   |
| ' Boudewijn III van Vlaanderen (940-962) | Vader: Arnulf I van Vlaanderen (889-965) | Grootvader: Boudewijn II van Vlaanderen (865-918) | Overgrootmoeder: Judith van West-Francië (844-870)     |
| ' Boudewijn III van Vlaanderen (940-962) | Vader: Arnulf I van Vlaanderen (889-965) | Grootmoeder: Ælfthryth van Wessex (868-929)       | Overgrootvader: Alfred de Grote                        |
| ' Boudewijn III van Vlaanderen (940-962) | Vader: Arnulf I van Vlaanderen (889-965) | Grootmoeder: Ælfthryth van Wessex (868-929)       | Overgrootmoeder: Ealhswith (952-905)                   |
| ' Boudewijn III van Vlaanderen (940-962) | Moeder: Aleidis van Vermandois (916-960) | Grootvader: Herbert II van Vermandois (884-943)   | Overgrootvader: Herbert I van Vermandois (850-900/907) |
| ' Boudewijn III van Vlaanderen (940-962) | Moeder: Aleidis van Vermandois (916-960) | Grootvader: Herbert II van Vermandois (884-943)   | Overgrootmoeder: Bertha van Morvois                    |
| ' Boudewijn III van Vlaanderen (940-962) | Moeder: Aleidis van Vermandois (916-960) | Grootmoeder: Adelheid van Frankrijk               | Overgrootvader: Robert van Bourgondië (866-923)        |
| ' Boudewijn III van Vlaanderen (940-962) | Moeder: Aleidis van Vermandois (916-960) | Grootmoeder: Adelheid van Frankrijk               | Overgrootmoeder: Beatrix van Vermandois? (880-931)     |